# 第一資本體育館

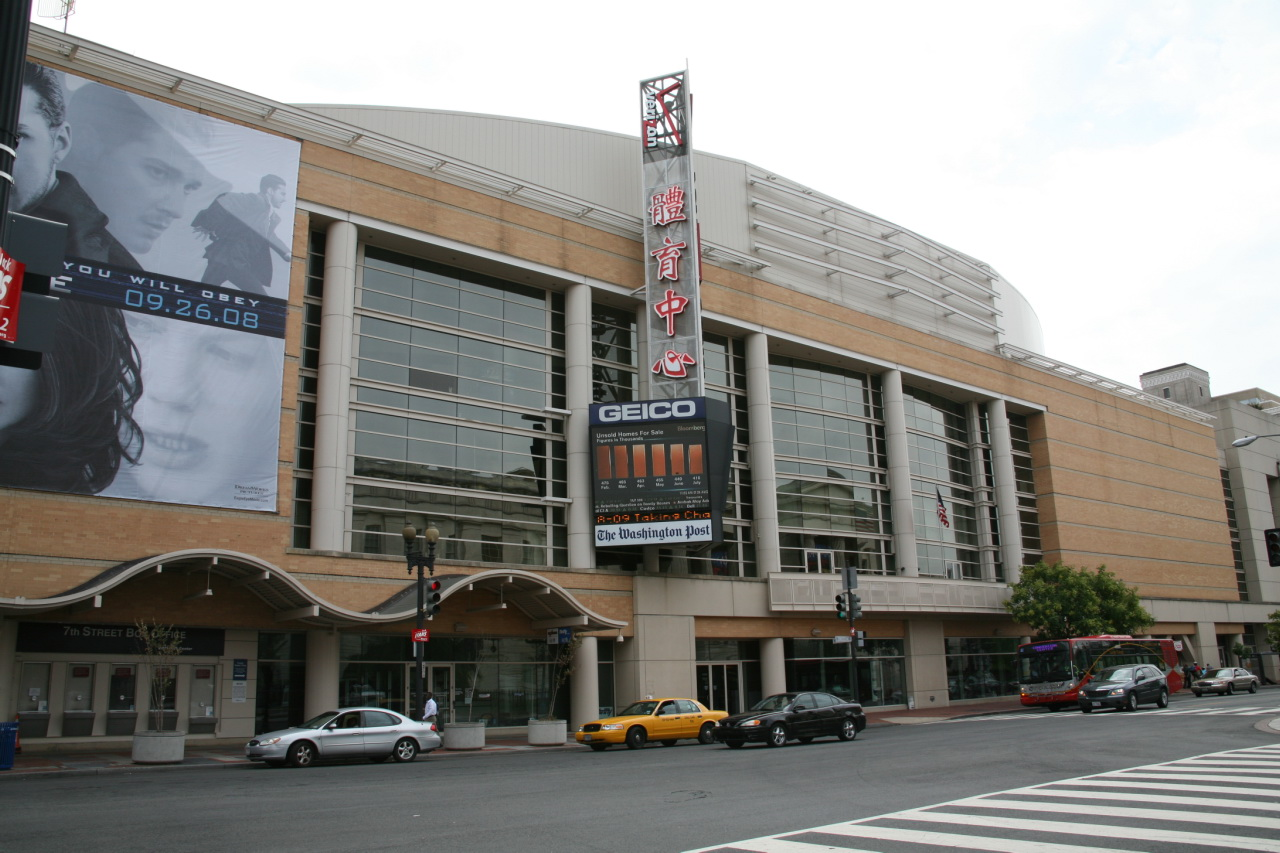
威訊中心，2008年

第一資本體育館（英語：Capital One Arena）是位於美國華盛頓哥倫比亞特區的一座室內體育館。位于潘恩区的唐人街，附近有華盛頓地鐵畫廊站。目前名稱啟用於2017年，來自贊助商第一資本的冠名。
它在很大程度上被认为是商业上的成功，并被认为是振兴华盛顿特区唐人街社区的驱动催化剂之一。与唐人街的许多店面招牌一样，体育馆的大招牌在赞助商英文名称下方用汉字书写。   
目前是國家籃球協會（NBA）華盛頓巫師隊、國家冰球聯盟（NHL）華盛頓首都隊和喬治城大学惊叹队男子篮球队的主場館。

## 历史
於1995年動土興建，啟用於1997年，原名MCI中心（MCI Center）& 威瑞森中心（Verizon Center）。

## 画廊

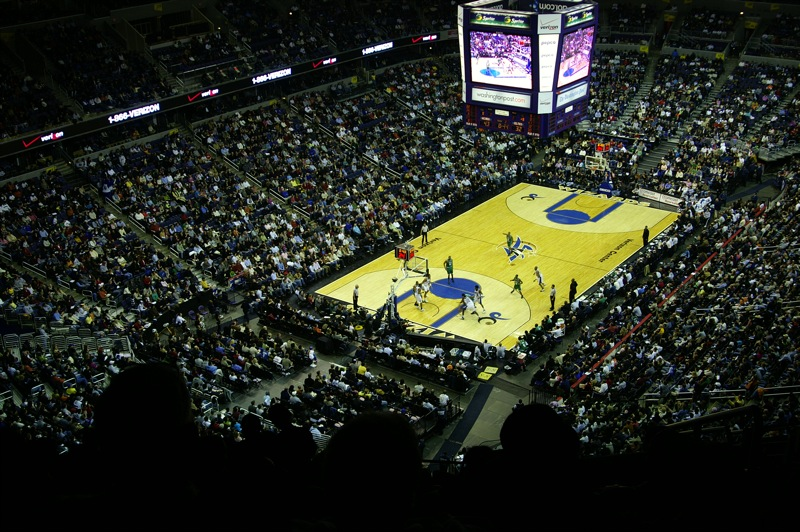
球場內部（籃球比賽）
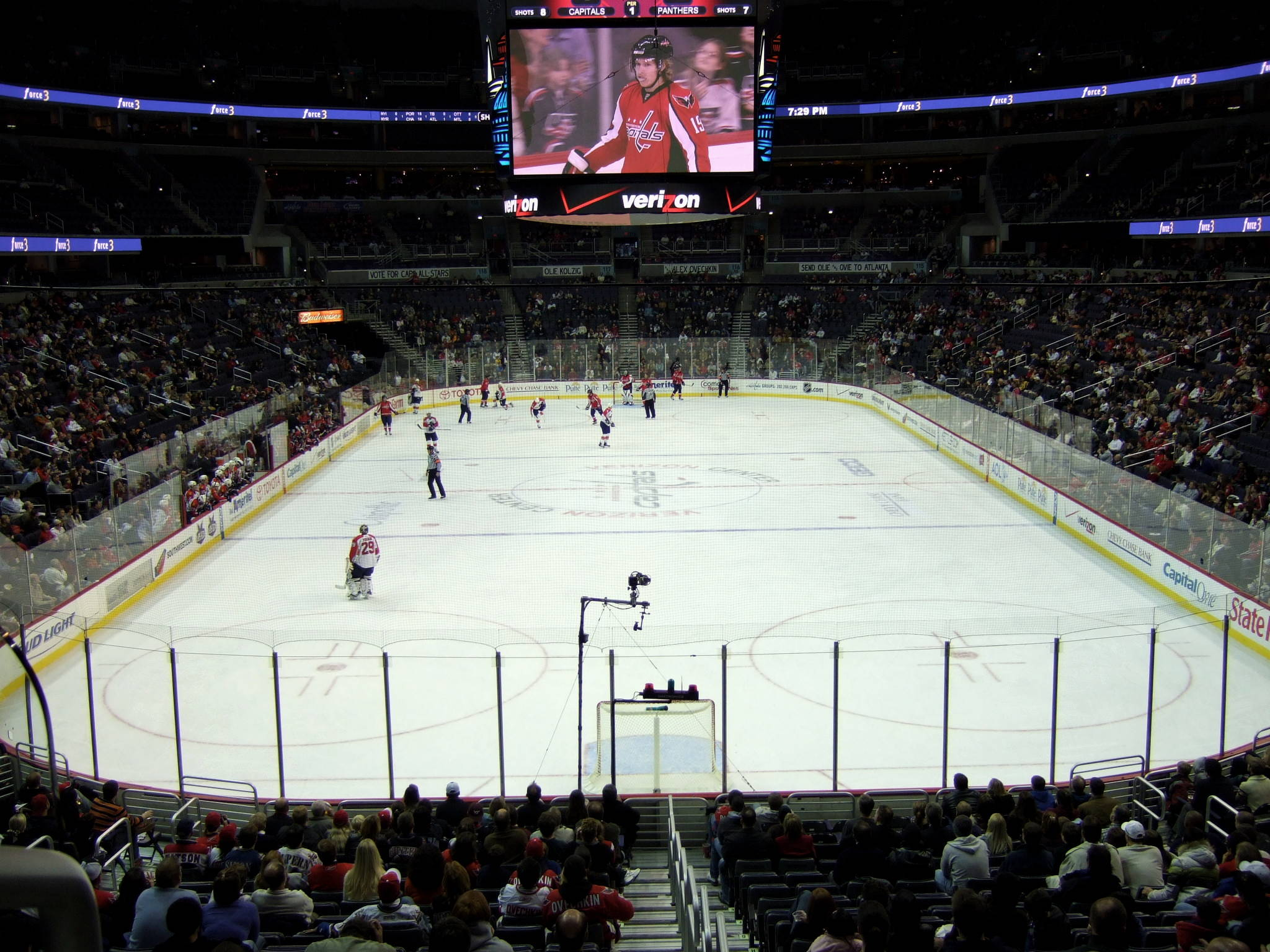
球場內部（冰球比賽）
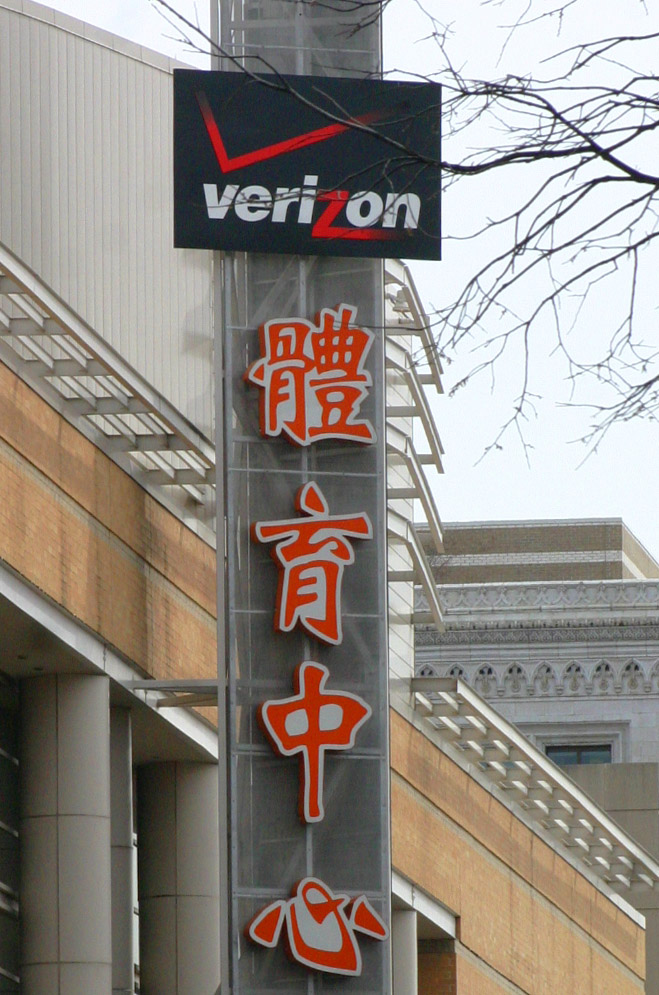
2017年前，名为威讯中心，因比鄰中國城，場館外加有中文看板

## 外部連結
- 官方网站